# Garnison-Schule (Braunschweig)

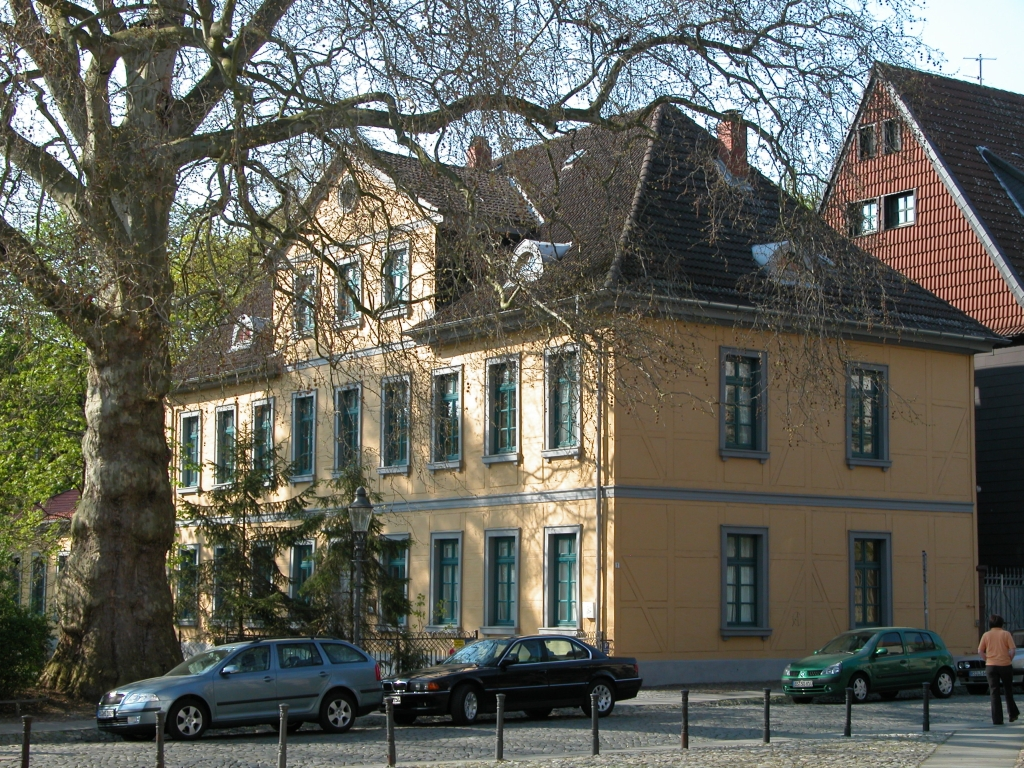
Die ehemalige Garnison-Schule von Südosten gesehen.

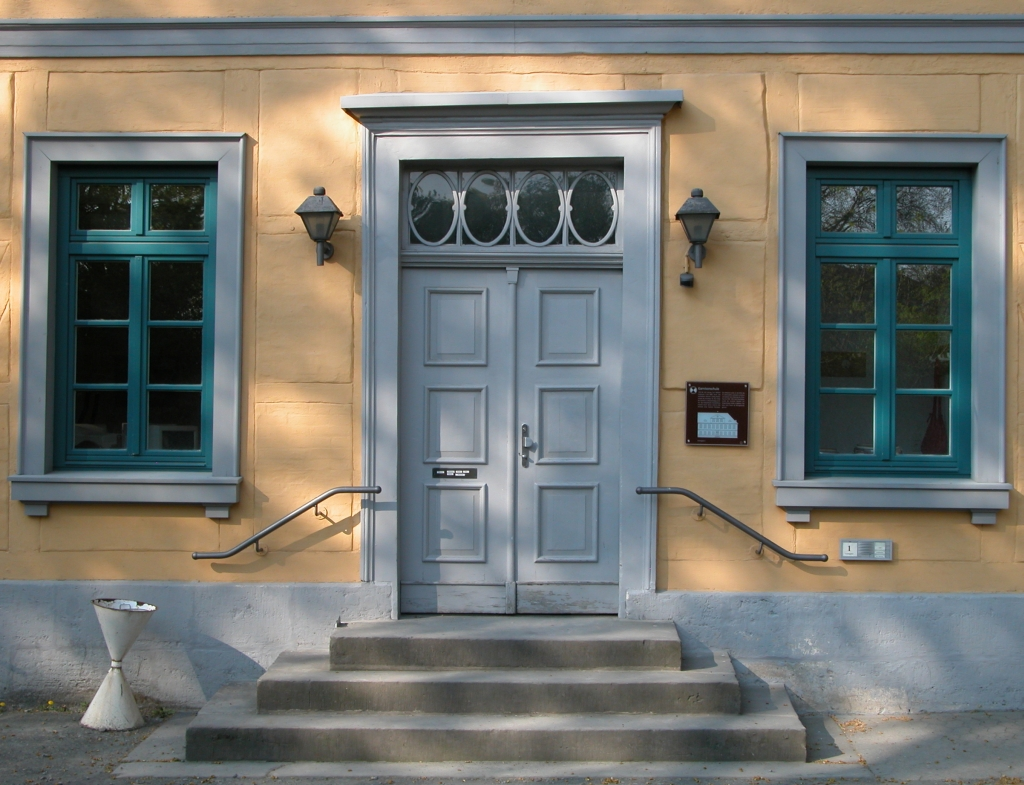
Eingangsbereich

Die Garnison-Schule in Braunschweig wurde auf Geheiß Herzog Karl Wilhelm Ferdinand zwischen 1795 und 1796 von dem Architekten Heinrich Ludwig Rothermundt als Ersatz für die auf dem Gelände befindliche alte Aegidienschule errichtet.
Das symmetrisch aufgebaute, zweistöckige klassizistische Fachwerkgebäude befindet sich in unmittelbarer Nähe zur Aegidienkirche. Es wurde als Schulgebäude für die Kinder der Braunschweiger Garnison, insbesondere für jene der unmittelbar an das Grundstück angrenzenden, aber 1843 abgerissenen, Aegidien-Kaserne errichtet. Durch seinen farbigen Anstrich erweckt das Bauwerk den Eindruck, als handele es sich um ein massives Steingebäude. Mitte des 19. Jahrhunderts, wohl zur Zeit des Abrisses der Kaserne und der Anlage des südlich gelegenen Lessingplatzes wurde an der Westseite ein Anbau hinzugefügt. Das Gebäude diente bis 1926, also knapp 130 Jahre, als Schule. Durch Bombenangriffe im Zweiten Weltkrieg wurde die Garnison-Schule schwer beschädigt, nach Kriegsende aber weitgehend wieder aufgebaut. Heute dient der Bau als Bürogebäude.
Südlich an das Gebäude grenzt der Lessingplatz mit dem 1853 errichteten Lessingdenkmal.